# Savage (Maryland)
Pour les articles homonymes, voir Savage.
Savage est une localité américaine (secteur non constitué en municipalité et census-designated place) située dans le comté de Howard, dans le Maryland, à environ 18 milles (29 km) au sud de Baltimore et 21 milles (34 km) au nord de Washington. Il est situé près de la ville de Laurel et de la ville nouvelle de Columbia. Lors du recensement de 2010, elle avait une population de 7 054 habitants. L'ancien moulin de la ville est un lieu historique inscrit, et de nombreux bâtiments d'origine sont conservés à l'intérieur et autour du Savage Mill Historic District.

## Géographie
Savage est située dans le sud-est du comté de Howard, bordé par Columbia au nord et par North Laurel au sud-ouest. L'U.S. Route 1 (Washington Boulevard) forme l'extrémité sud-est de la CDP. Le village historique de Savage Mill est situé dans la partie sud de la CDP, tandis qu'un important échangeur entre l'autoroute Interstate 95 et la Maryland Route 32 est situé sur le bord nord de la CDP.
La Middle Patuxent et la Little Paxtuent  se rejoignent à l'ouest du village du moulin. La Middle Patuxent (au-dessus de la confluence) et la Little Patuxent (en dessous de la confluence) forment la limite sud-ouest de la CDP. La rivière présente présente un dénivelé d'environ 70 pieds (21 m) en 0,6 milles (1 km) pour former les chutes qui alimentaient les premiers moulins. La Little Patuxent continue au sud-est pour rejoindre la Patuxent à Crofton.

## Historique

### Premiers colons européens
Le territoire de Savage a été colonisé pour la première fois autour de 1650. Le Colonel Henry Ridgley a sécurisé la terre autour de Savage Mill et à proximité d'Annapolis Junction en 1685, ce qui a donné son nom à la voie « Ridgely's Forrest ». Joseph White serait le petit-fils de Peregrine White, le premier enfant né de l'expédition du Mayflower. En 1734, il a ouvert un moulin à grain sur la terre cadastrée sous le nom de « Whites Fortune » et « Mill Land ». Les parcelles ont été regroupées pour devenir la « Whites Contrivance ».

### Développement de l'industrie
Un nid florissant de l'industrie historique des États-Unis se trouve à Savage. Lorsque l'industrie textile était à son apogée, Savage était un important centre de fabrication, grâce à l'exploitation de la force hydraulique par ses moulins sur les chutes de la Petite et de la Moyenne Patuxent.
La ville a été nommée en mémoire de John Savage, un marchand de Philadelphie qui a investi ans un moulin sur les chutes de la Petite Patuxent. En 1822, lui et ses associés, les frères Williams, constituèrent la Savage Manufacturing Company, lancée par l'achat de 900 acres (364 ha) de la propriété de White pour la somme de 6 666,67 $. La société a produit des voiles pour les clippers qui étaient basés au port de Baltimore, et également une grande variété d'autres produits à base de coton.
Les filatures de coton sont apparues dans le Maryland au XVIIIe siècle et ont prospéré au XIXe siècle. Le coton était expédié à bas prix à partir des ports du Sud et transporté par la route au moyen d'équipages de mules et de bœufs, jusqu'à ce que Savage soit desservie par le transport ferroviaire. En 1835, la branche de Washington de la B&O Railroad a été achevée, et la gare de Savage a été établie sur la ligne à environ un mile au sud-est de l'actuelle usine. Un embranchement de la B&O a été installé dans l'usine de Savage en 1887, et c'est à cette époque que le fameux pont ferroviaire en treillis de Bollman a été transféré à son emplacement actuel.

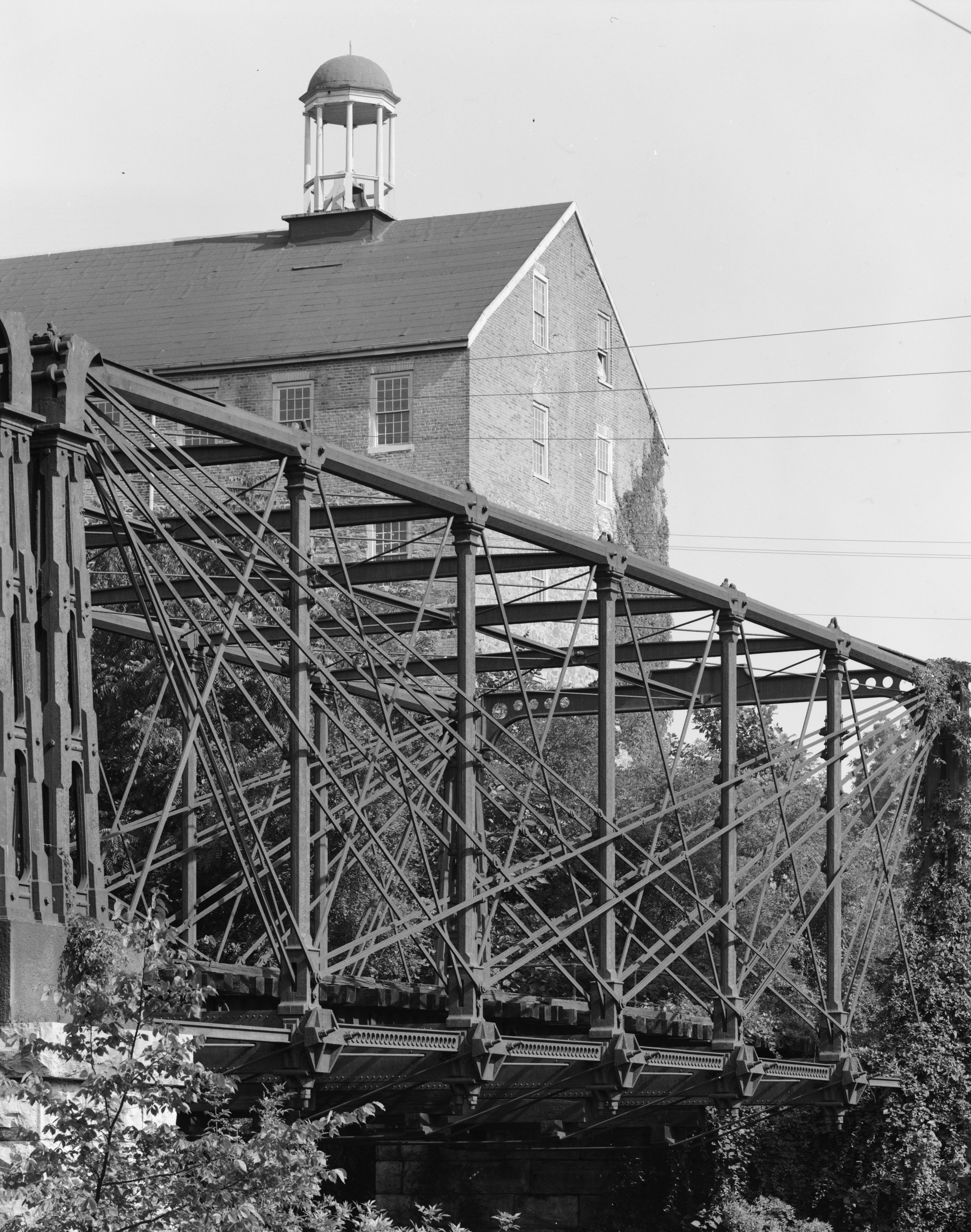
Le pont en treillis de Bollman, avec la minoterie en arrière-plan, en 1970.

Le bureau du service postal de Savagea été ouvert le 13 janvier 1836, sur « Yankee Hill », à l'angle des rues Washington et Foundry, avec Amos Adams Williams comme maître de poste. Ce bureau deviendra, plus tard, un établissement de la Patuxent Bank of Laurel.
Des parties du Savage Mill datent, semble-t-il, de 1820, et les historiens ont constaté que l'usine a été équipée un temps d'une fonderie de fer qui a permis la fabrication de différents types de machines destinées à la fabrication de textile. La capacité de l'usine a été considérablement élargie en 1880, avec l'installation de machines à vapeur. Elle a produit des uniformes de l'armée, des toiles de tente, et des bâches de véhicule. Un programme de rénovation, commencé en 1984, a transformé le Savage Mill en important centre commercial.
En 1880, la population atteint 2617 résidents, et 2930 en 1890.

### XXesiècle
En 1929, le Dr Wolman a émis une recommandation qui n'a pas été suivie, et qui consistait à créer un barrage dans la vallée de la Patuxent pour créer une réserve d'eau potable.
La ségrégation est restée en vigueur à Savage jusqu'aux mouvements pour les droits civiques des années 1950. Le travail en usine à l'usine a été presque exclusivement réservés aux travailleurs blancs, à l'exception des apprentis noirs employés dans les forges avant la Seconde Guerre mondiale. La communauté a lentement abandonné la ségrégation au début du nouveau millénaire.

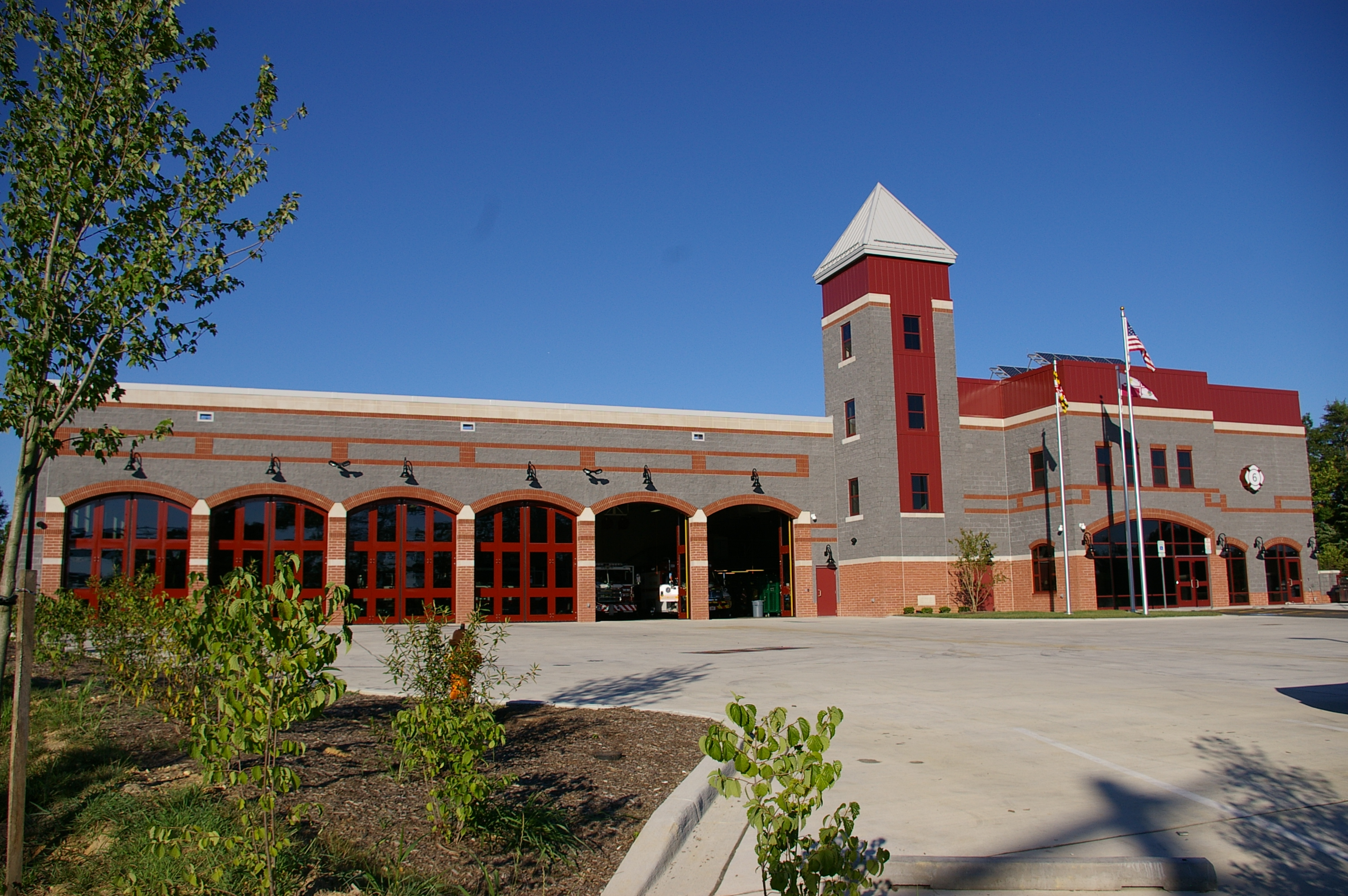
La caserne 6, construite en 2013 (Corridor Road).

La société des pompiers volontaires de Savage a été fondée en 1937 avec une caserne à Savage-Guilford Road. Elle a déménagé dans la Lincoln Road, en 1957, et dans la Corridor Road en 2013.
En juin 1972, l'ouragan Agnes a provoqué la crue des rivières locales, élevant le niveau de la Patuxent de 25,4 pieds (7,74 m), emportant le pont routier. Un nouvel ouvrage est ouvert le 10 septembre 1975.
En 1976, le directeur du comté d'Edward L. Cochran a convoqué un groupe de travail sur les déchets qui a examiné les soumissions pour un site d'enfouissement de 538 acres (218 ha) le long de la Road One et de 32 acres (13 ha) détenus par la Realty Trust and Chase Manhattan Mortage, et des sites d'ensevelissements commerciaux à la carrière de Savage. C'est Alpha Décharge Ridge qui a finalement été sélectionnée, mais une nouvelle carrière pourrait la remplacer.
Une nouvelle école élémentaire, dénommée Bollman Bridge Elementary, a été construite en 1988, pour un coût de 7 millions de $.

## Architecture et bâtiments

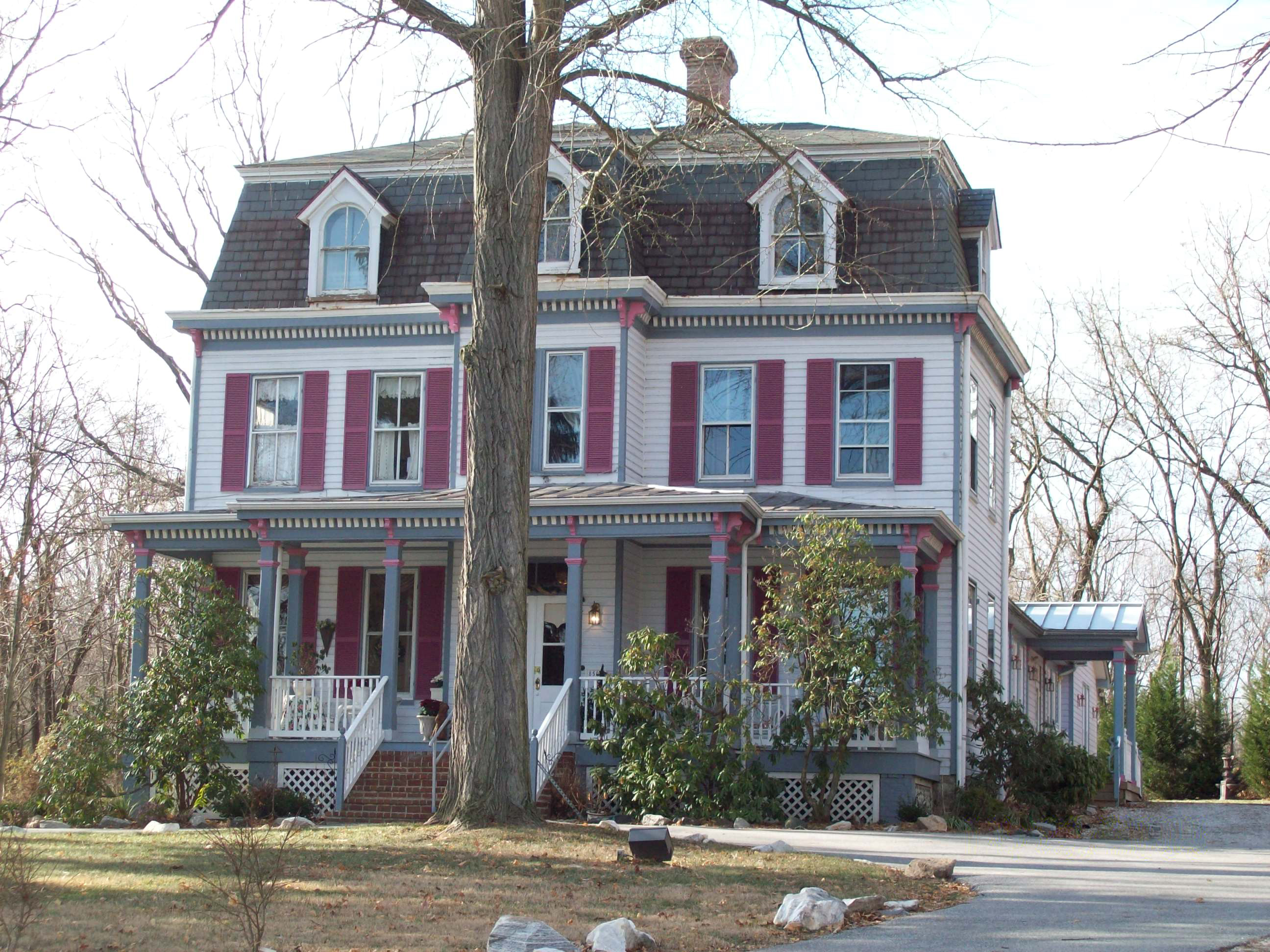
Le Savage Mill Manoir.

Le pont ferroviaire en treillis de Bollman, construit en 1852, il a été l'un des 100 ouvrages de ce type installés sur la ligne de la B&O. Apprécié par les amateurs de chemin de fer, il est le seul de son genre dans le monde, et, avec le Savage Mill, est inscrit dans le Registre national des lieux historiques.
Le Savage Mill Manoir est situé en bas de la rue de la minoterie et a également été entièrement rénové. Il est maintenant destiné à accueillir des mariages, des fêtes et des événements spéciaux.
La salle Carroll Baldwin abritait autrefois l'établissement de Savage de la Howard County Library. Elle a été construite au début des années 1920 et dénommée en mémoire de Carroll Baldwin, ancien président de la société industrielle. Les Baldwin ont géré l'entreprise entre 1859 à 1911.

## Personnalités liées à Savage
Le chanteur-compositeur-interprète Benny Mardones — qui tient une place insolite dans l'histoire de l'industrie du disque aux États-Unis en tant qu'auteur d'un succès sans lendemain, puisqu'il a atteint le Top 20 à deux reprises, en 1980 et en 1989, avec le même enregistrement de la même chanson, Dans la Nuit — a été élevé à Sauvage, mais il est né à Cleveland, dans l'Ohio.